# Leclercera pulongensis
Leclercera pulongensis es una especie de araña araneomorfa del género Leclercera, familia Psilodercidae. Fue descrita científicamente por Chang & Li en 2020.
Habita en China. El holotipo masculino mide 2,57 mm.